# Khachar

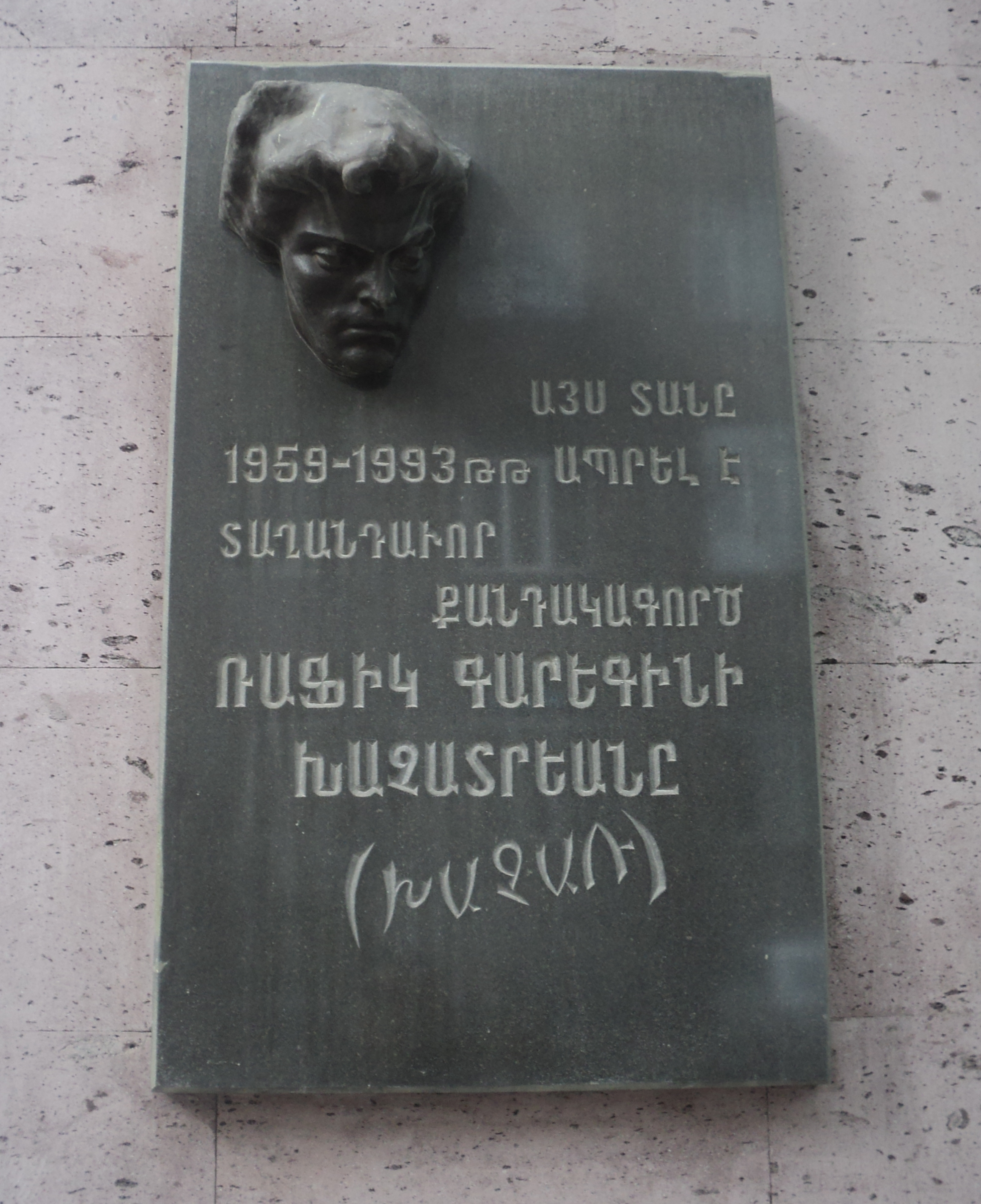
Memorial plaque: Rafik Garegin Khachatryan (Khachar). Strada Casa E.Kohbatsi. Yerevan, Armenia.

Rafik Khachatryan (n. 7 octombrie 1937 – d. 16 ianuarie 1993) a fost un sculptor talentat de etnie armeană.
A fost un descendent direct al casei Daniel-Bek de Sassun - Sason (a doua jumătate a secolului al XVIII-lea) și al casei Khachatur-Bek de Mush (prima jumătate a secolului al XIX-lea). A fost un ideolog și un participant în „Mișcarea Națională pentru Liberarea Armeniei”. A furnizat asistență medicală pentru persoanele din regiunea Nagorno Karabah, precum și materiale pentru forțele de apărare a regiunii. El a creat sculpturi și memoriale pentru luptătorii care au murit în războiul care continuă și azi în regiune (așa de exemplu "Panteonul" Luptătorilor pentru Liberate și Edik Torozyan în Nor Hadjin, Atom (Dero) Abramyan în Garni etc.).